# Calesia zambesita
Calesia zambesita là một loài bướm đêm trong họ Erebidae.